# Nygmet Nurmakov
Nygmet Nurmakov (25 aprile 1895 – 27 settembre 1937) è stato un politico kazako che prestò servizio come primo ministro del Kazakistan dall'ottobre 1924 al febbraio 1925.
Nel 1926 fu accusato di sostenere l'etnonazionalismo e per questo fu esiliato dal Kazakistan.
Era il presidente del Consiglio dei commissari del popolo della RSFS Russa.